# Sant Gervasi-La Bonanova
San Gervasio-La Bonanova es un barrio del distrito de Sarriá-San Gervasio de la ciudad de Barcelona. Antiguamente fue junto con Sant Gervasi-Galvany un municipio independiente denominado San Gervasio de Cassolas.

El barrio está dividido principalmente en dos sectores diferenciados: el sector de Sant Gervasi, donde se encuentra el núcleo más antiguo del municipio de San Gervasio de Cassolas, y otro sector, el de «la Bonanova», nacido cuando se construyó la vía que comunicó San Gervasio con Sarrià hacia la década de 1890. Este último sector, el de la Bonanova, se configuró con el pretexto que alrededor del paseo homónimo se empezarían a edificar casas lujosas de señores que habían vuelto de América con grandes fortunas. Se edificaron torres y chalés, por esta razón se puede ver bastante diferencia arquitectónica entre el sector de la Bonanova y Sant Gervasi.

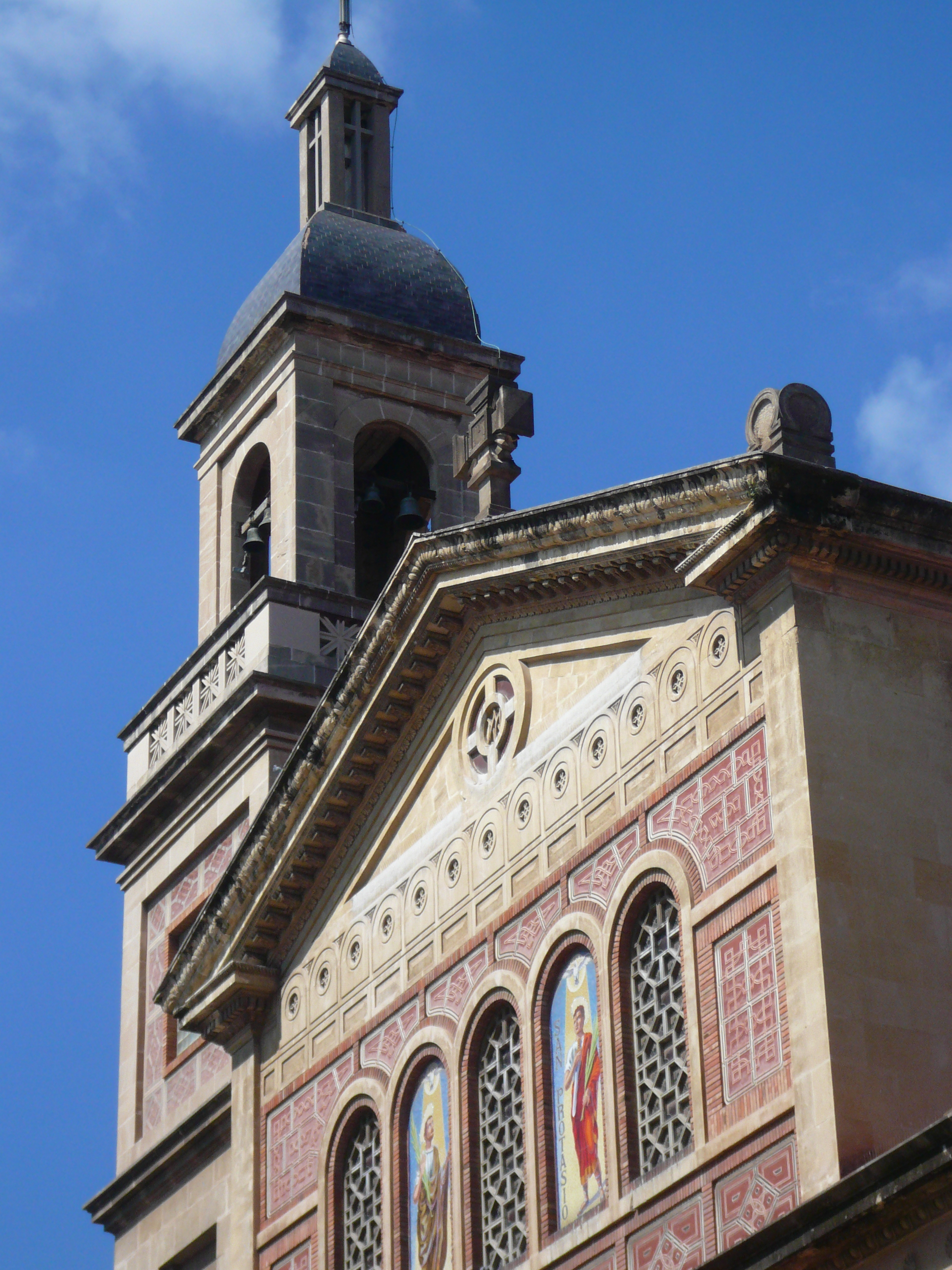
Iglesia de Nuestra Señora de la Bonanova.

En los años 1970 y 1980 se derruyeron cerca del 40 % de las torres que había entonces, pero actualmente todavía quedan algunas. Lo mismo pasa con el barrio de Sant Gervasi, puesto que hay casas que en dintel de las puertas tienen indicado el año de construcción —o más probablemente el de remodelación—, como son la casa de a pie de San Gervasio de Cassolas n.º 119 dónde en el dintel de la puerta lleva el año 1845. Esto hace pensar que en la década de 1840 como mínimo se remodelaron muchas casas.
El sector de la Bonanova toma el nombre de la Virgen María de la Bonanova, que es el nombre popular de la Virgen María de los Afortunados, a la cual se dedicó un altar el siglo XVIII a la antigua iglesia de los santos Gervasio y Protasio situada dónde ahora está la iglesia de la Bonanova, y que acabó despertando más fervor que los patrones originales. El nombre de «la Bonanova» es de origen bíblico y significa la buena noticia, del mismo modo que lo es el barrio vecino del Tibidabo —que en latín significa «yo te daré» (Mateo 4, 9).

## Modernismo

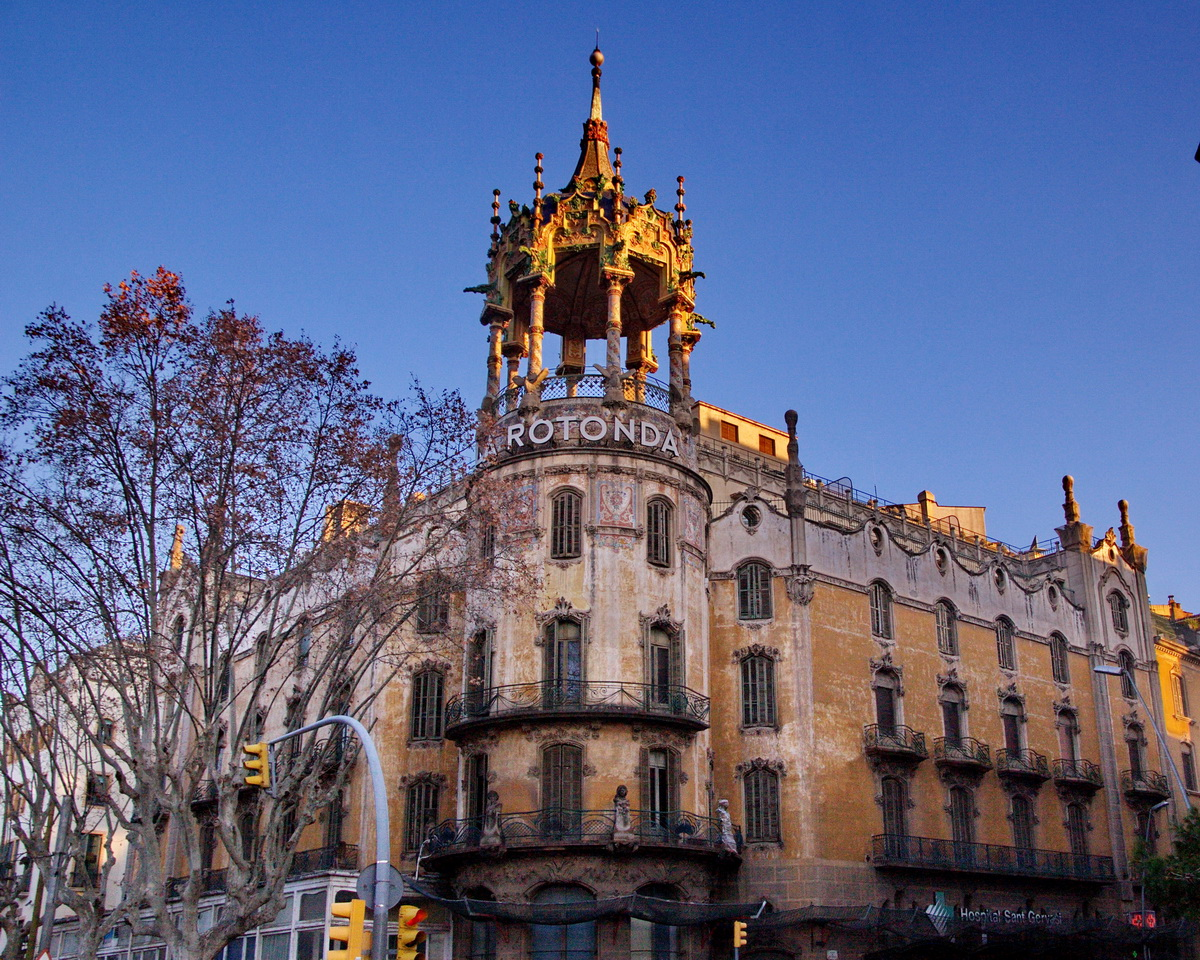
La rotonda, obra de Adolf Ruiz i Casamitjana

Durante el siglo XIX, este barrio, al ser descubierto por la burguesía barcelonesa, se convirtió en el lugar ideal para construir sus segundas residencias y sus nuevas mansiones. Así encontraríamos el barrio urbanizado con grandes palacetes, villas modernistas, conventos y demás. Hoy en día aún podemos observar parte de este legado modernista en sus edificios y sus calles. Tenemos calles representativas que llevan los nombres de aquellos burgueses que antaño ayudará a formar el núcleo de este barrio como podría ser Ganduxer o Mandri. Tenemos también ejemplos de amortización de los edificios, como sería el caso de la fábrica Casacuberta, antaño a los pies del Tibidabo, ahora reconvertida en el conocido cosmocaixa.

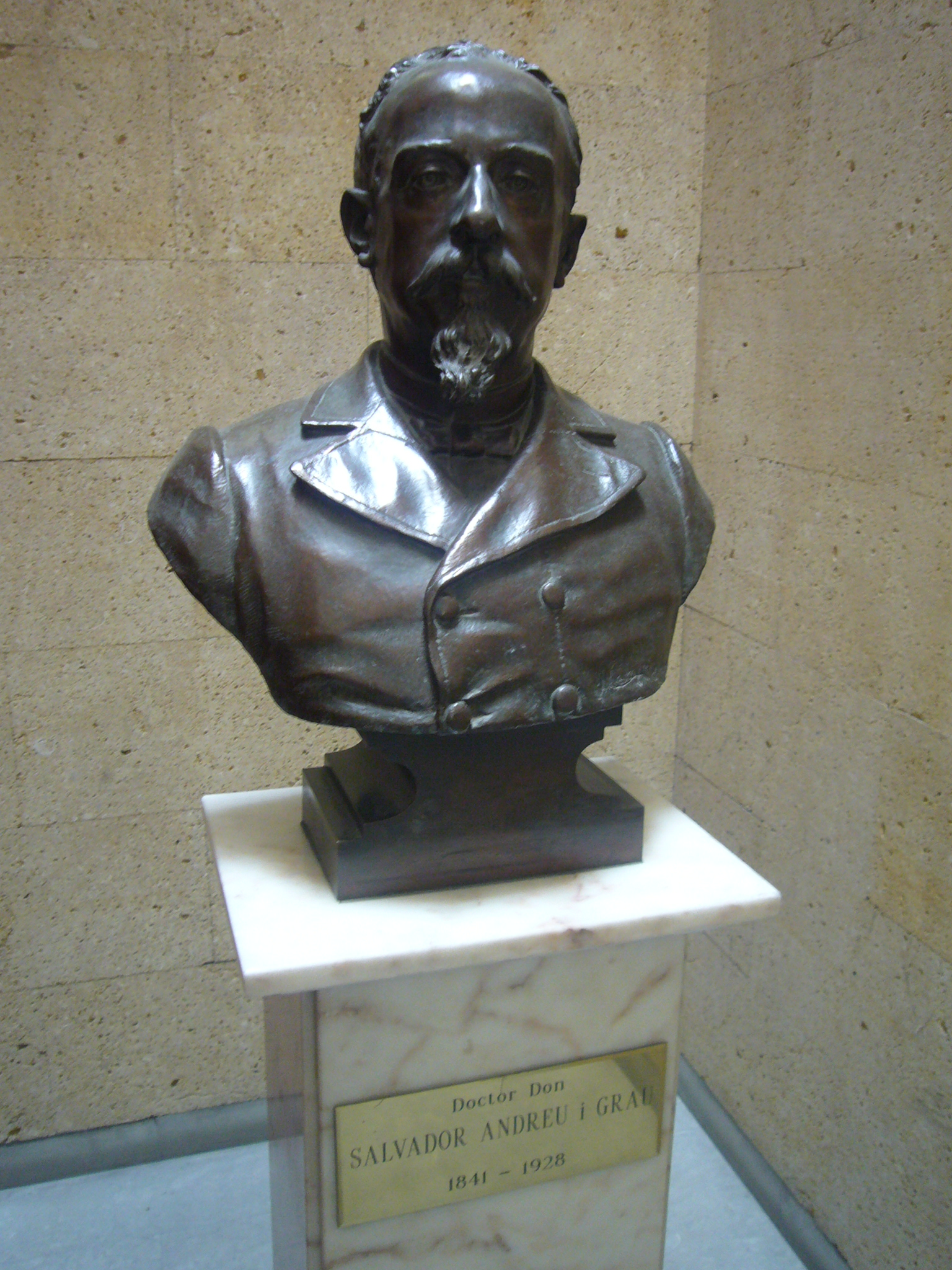
Busto de Salvador Andreu Grau, el doctor Andreu

### El doctor Andreu
La figura del doctor Andreu es muy importante para entender el desarrollo urbanístico y del modernismo en el Barrio de Sant Gervasi-la Bonanova. Este personaje hizo fortuna gracias a unos negocios farmacéuticos y es conocido por sus inversiones y proyectos en el ámbito arquitectónico. Aprovecharía la gran oportunidad que se presentó al derribar las murallas de Ciutat Vella para invertir en bienes inmuebles por gran parte de la que sería la nueva ciudad de Barcelona. Destacó por los solares que compró en el barrio para su edificación y la promoción de los edificios modernistas que allí construyó. Es también responsable de la creación del funicular del Tibidabo y del famoso tranvía azul.

### Esclavitud y desarrollo urbanístico del barrio

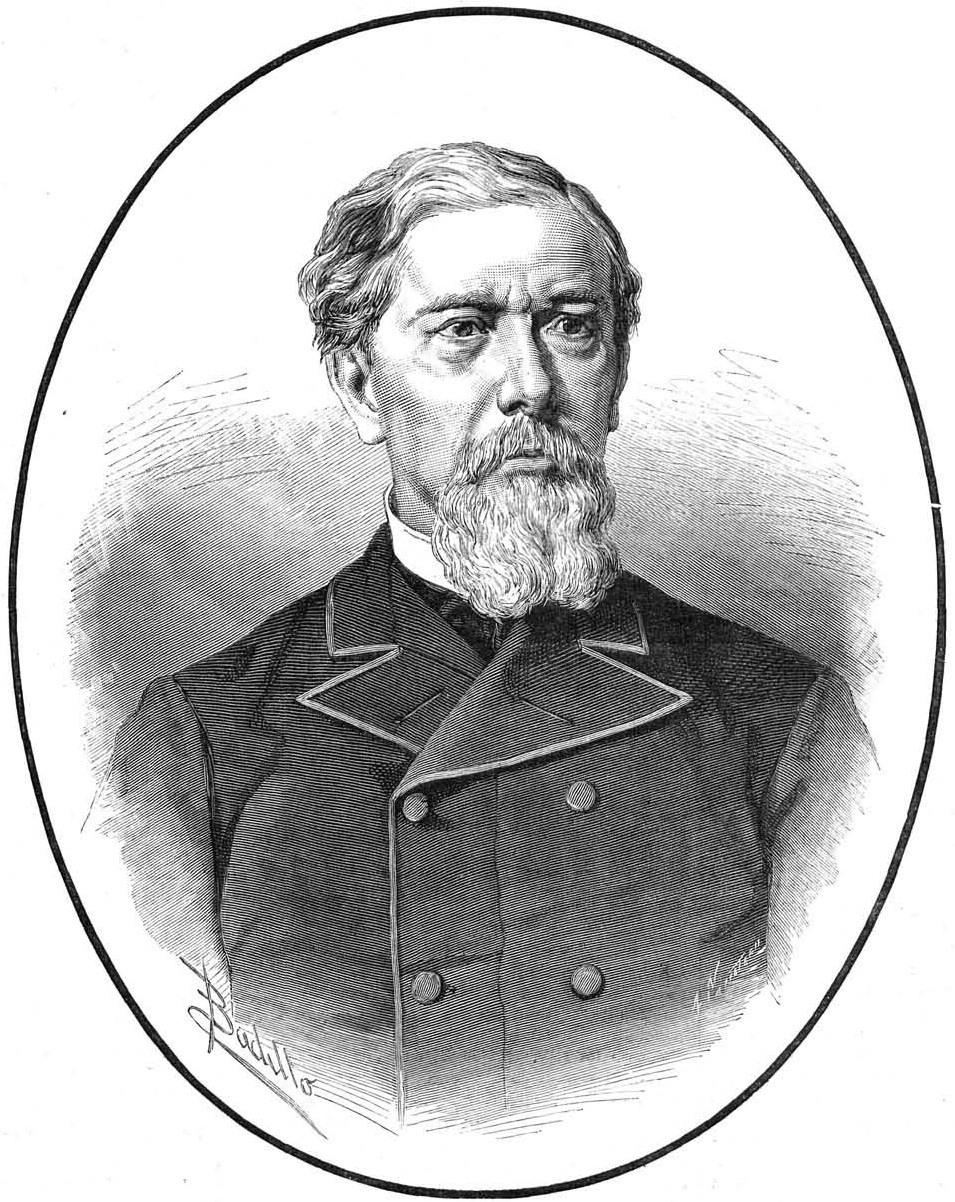
Antonio López y López, Primer Marqués de Comillas

La conexión entre el desarrollo urbanístico de la Barcelona moderna y contemporánea con el negocio del tráfico (ilegal) de esclavos. Y Sant Gervasi-La Bonanova no es una excepción.
Podemos encontrar figuras tan relevantes como José Carbó, José Baró, Pedro Manegat, la familia Vidal Ribas, Miquel Oliver, Juan Güell Ferrer, al Familia Goytisolo o Antonio López y López (nombrado por Alfonso XII “Marqués de Comillas”) como inversores importantes de distintos negocios de inmuebles en los barrios de: Raval (antiguo barrio acogedor de la nueva burguesía catalana), el naciente Eixample, financiado por dinero público e inversiones privadas (de José Carbó, por ejemplo), la zona de Sarriá, Vallvidrera y, como no podía ser de otra forma, La Bonanova. Este anexo nacido durante el siglo XVIII en los alrededores de San Gervasio de Cassolas surgió, en parte, gracias a este negocio de tráfico de esclavos (aún y ser ilegal desde 1817 a partir del Tratado de Madrid), que también bañaba todas las demás industrias, creando así una red de conexiones muy férrea entre la producción textil (de algodón), la industria inmobiliaria, el negocio de tabaco y este mercado triangular (Barcelona, costas africanas – en puntos distintos – y costas/islas centro/sudamericanas – Cuba, principalmente).  

## Demografía

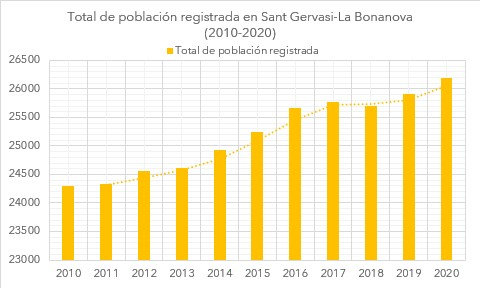

La demografía del barrio de Sant Gervasi-La Bonanova es particular. En el gráfico siguiente se muestra como la población apenas ha crecido en 1887 personas en los últimos 10 años, algo que define muy bien las tendencias del barrio: hay un movimiento poblacional muy reducido.
En consonancia, la pirámide de población según sexo que se puede sacar de dichos datos de 2020 es la siguiente: 

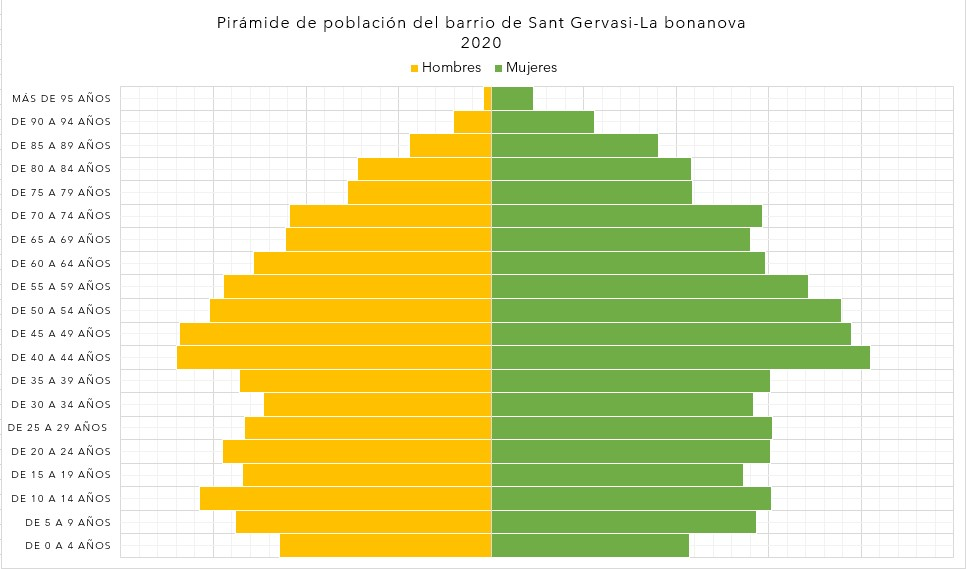

Dentro de este crecimiento de población encontramos diferentes factores definitorios:
Los nacimientos, como se puede observar en el gráfico siguiente, siguen una tendencia inestable, con un crecimiento claro hasta 2012, año en que se alcanza el número más elevado, 257 niños nacidos en ese año, al cual sigue un descenso muy abrupto y una tendencia general descendente, hasta que en 2019 se ve un ligero aumento, pasando de 183 nacimientos totales, la menor cita de todo el gráfico, a 192. 

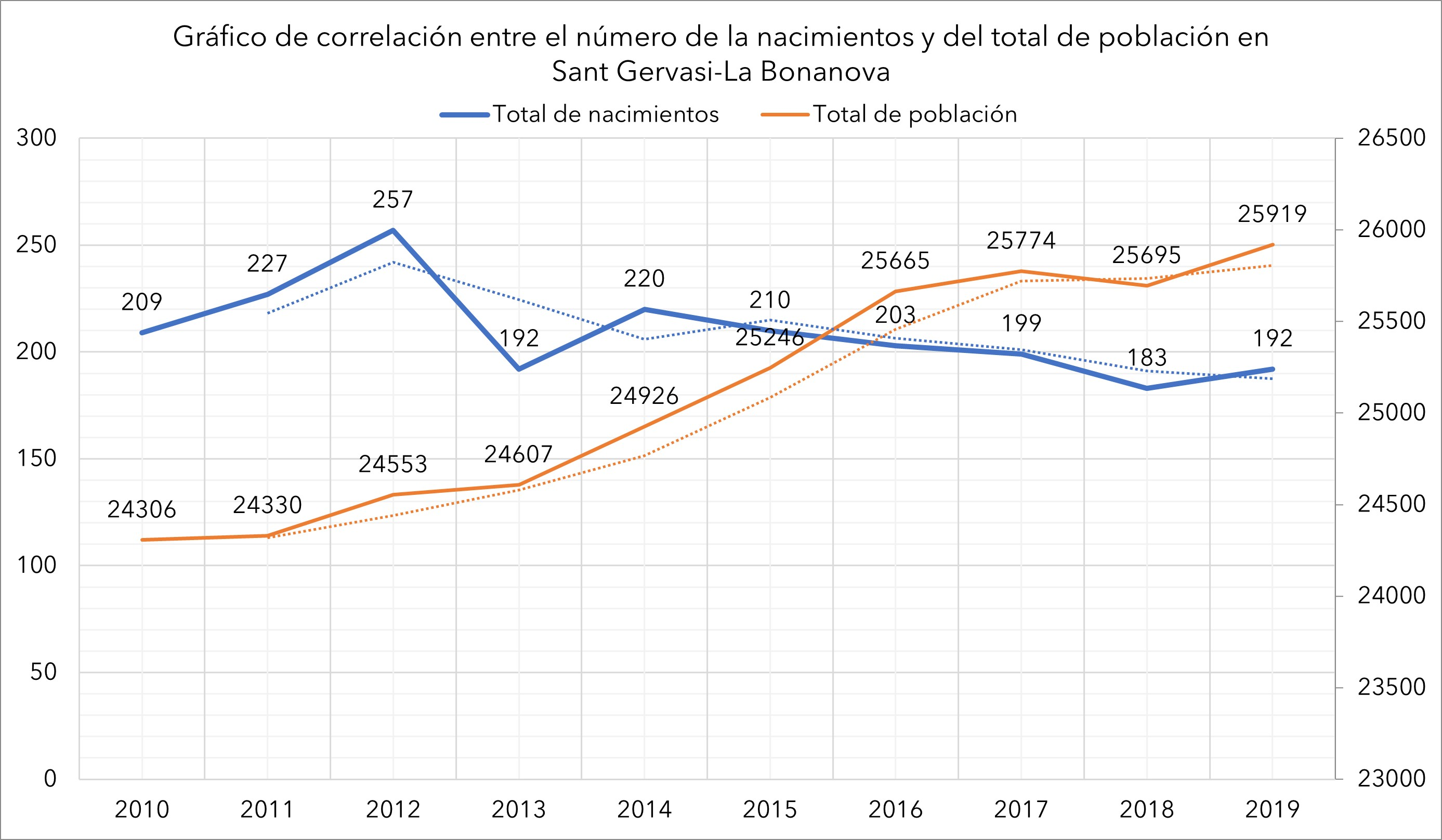

Igualmente, los nacimientos totales en todos los años registrados no alcanzan a superar el 1'05% respecto de la población total, un porcentaje que confirma, en parte la inmovilidad demográfica que anteriormente se mencionaba. En relación con la tendencia poblacional, los nacimientos se reducen a la vez que la población aumenta.  

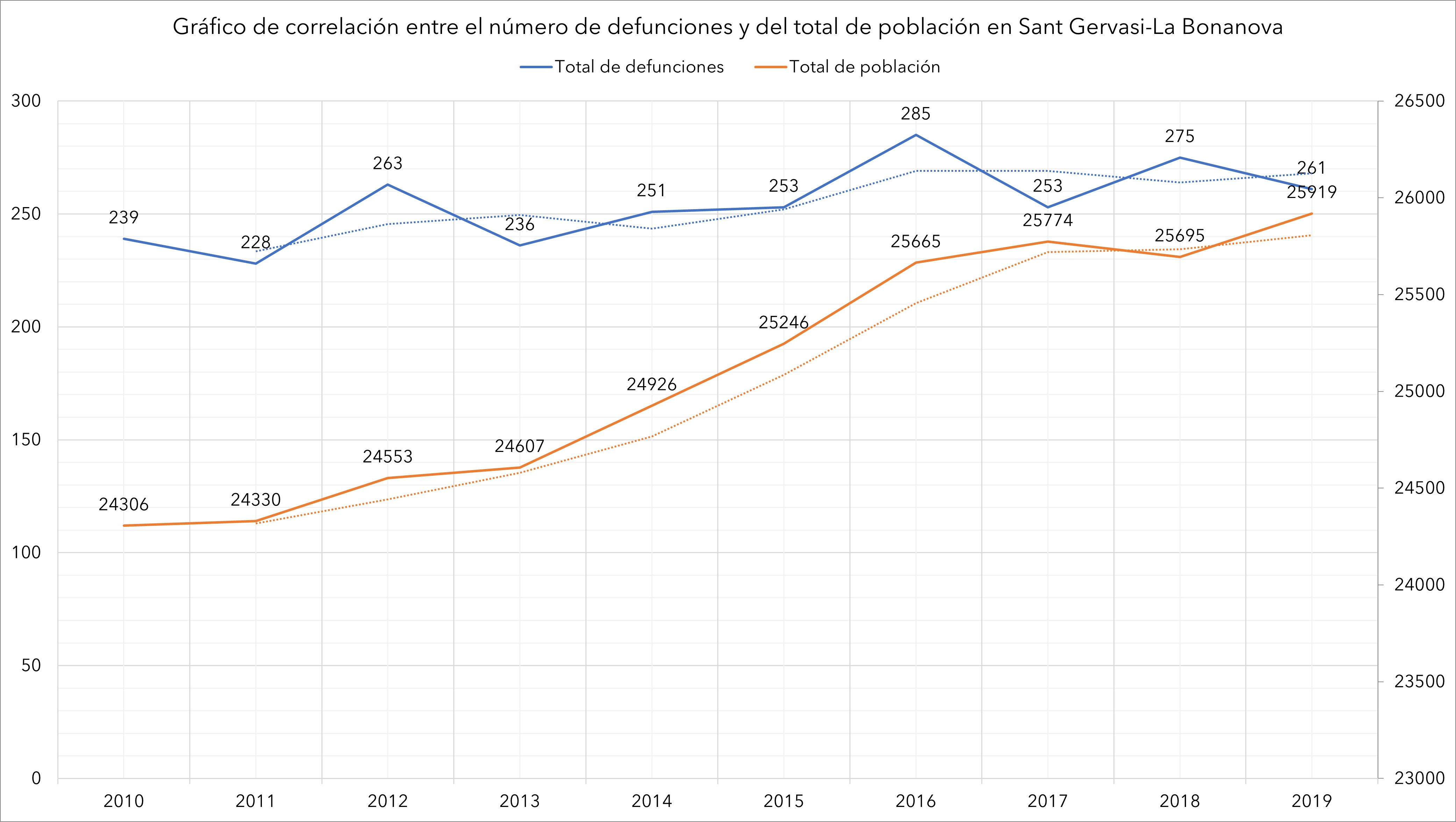

Paralelamente, las defunciones no alcanzan cifras muy elevadas, representando, como tendencia general, menos del 1% de la población total, un porcentaje que, comparado con otros barrios de la ciudad, es especialmente reducido para la edad media de la población que es de 44 años, con un crecimiento sostenido de la población mayor de 90 años, lo cual representa un aumento de la esperanza de vida media del barrio, así como de la ciudad de forma generalizada. 
En el gráfico, podemos observar, como los flujos abruptos son comunes, pero no se alejan demasiado de la tendencia, manteniendo cuenta estabilidad. Sin embargo, en el gráfico se observa como la población crece de forma escalonada, sin poderse observar una incidencia muy elevada de dichas muertes en la tendencia ascendente.  

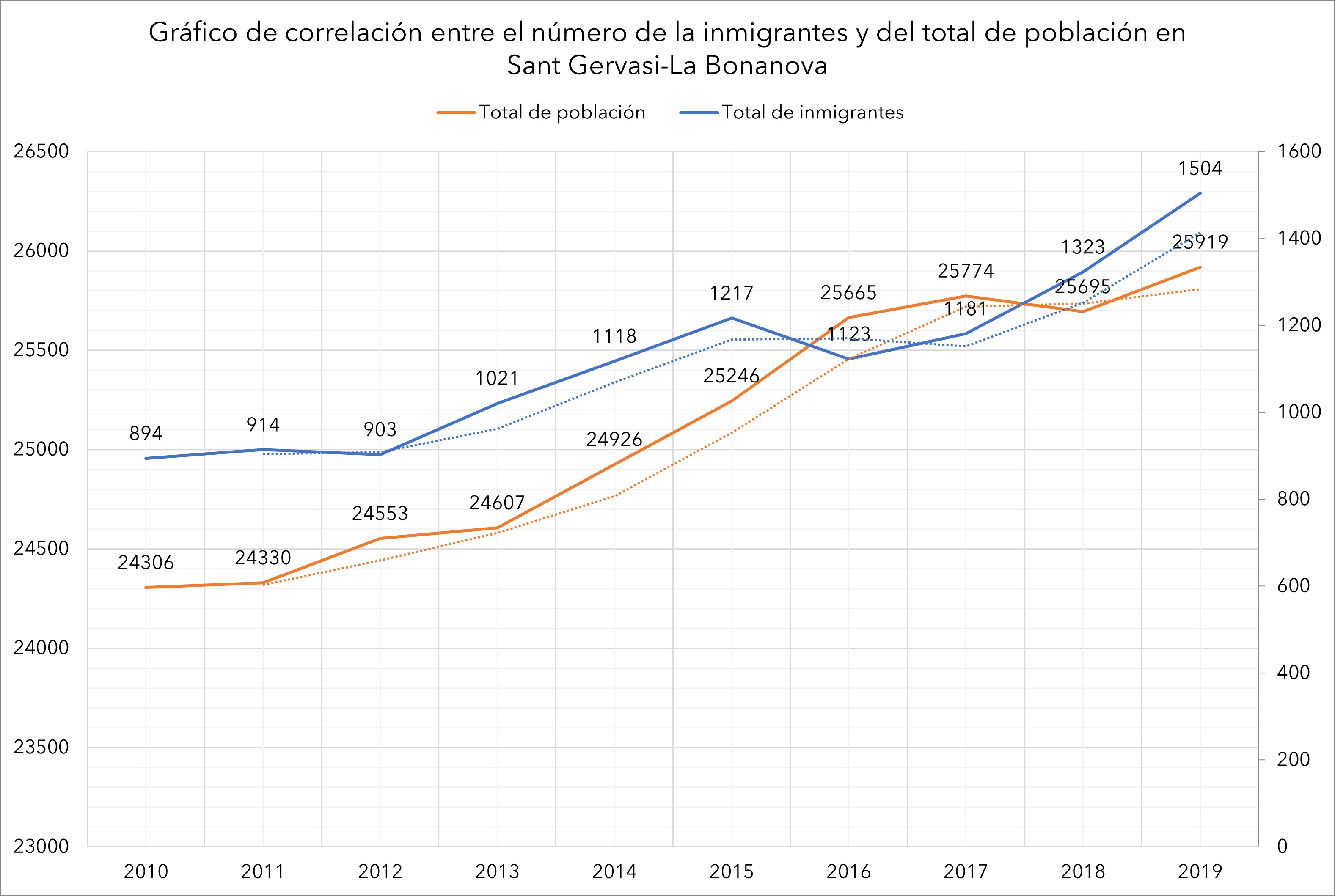

Sumado a los datos anteriores, tenemos los datos de inmigración registrados. Se puede ver en el gráfico como la inmigración lleva en una tendencia ascendente desde 2012, llegando en 2019 a representar el 5'8% de la población total del barrio. Todo y no ser un porcentaje elevado, sí que se observa la tendencia, algo que facilitaría, en un futuro, la movilidad social y el crecimiento demográfico más acelerado, así como reducir la media de edad y ayudar a elevar la tasa de natalidad. En el gráfico, se observa una correlación muy cercana entre la llegada cada vez más elevada de inmigrantes y el crecimiento de la población, lo que demostraría que esta tiene una gran incidencia en esta tendencia general ascendente. 

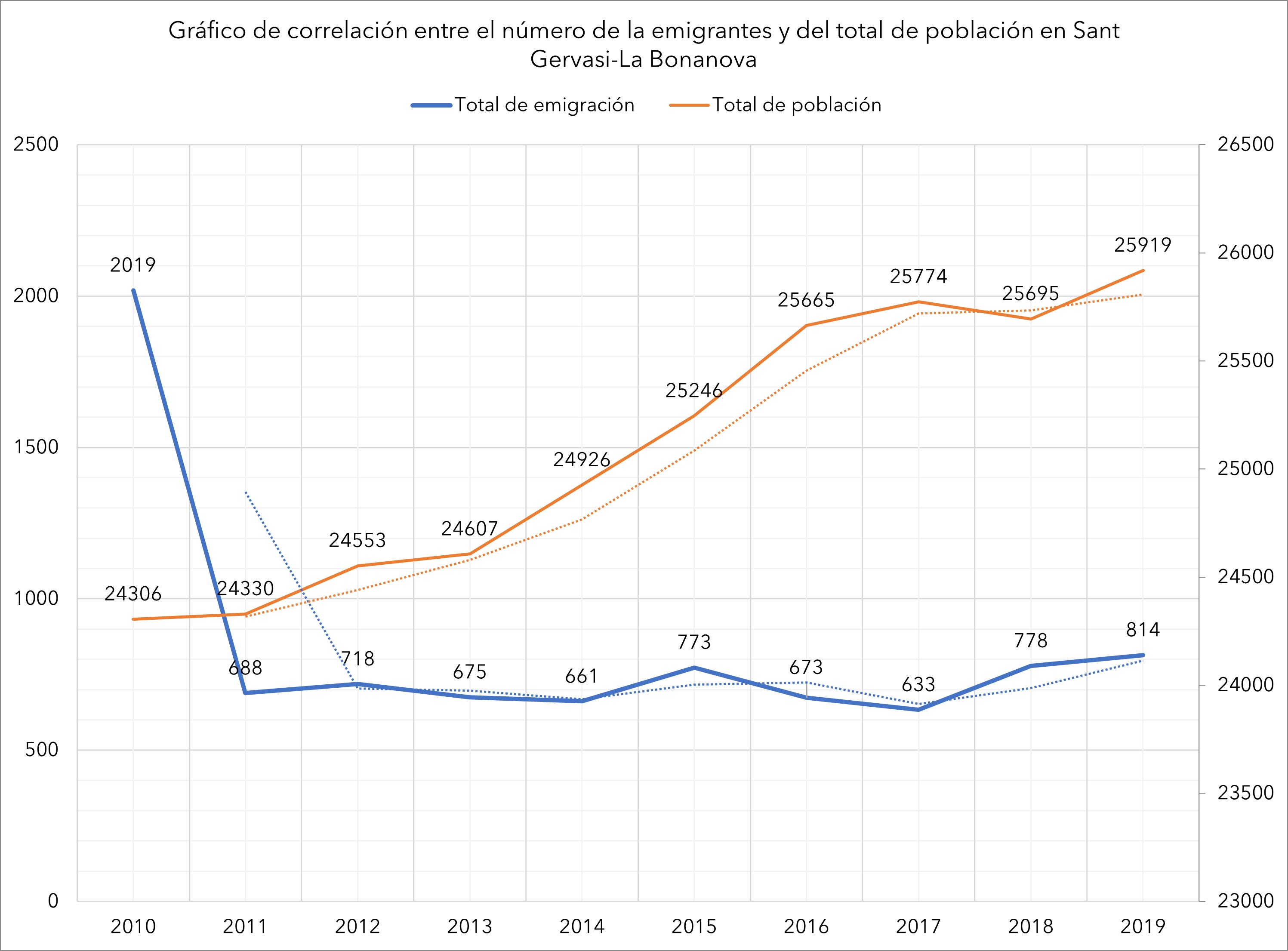

Paralelamente, los datos de emigración tampoco pueden obviarse. Se puede observar claramente como durante los años 2010 y 2011 se registra un descenso muy abrupto de la emigración, yendo desde 2019 personas que declaraban una salida del barrio hasta 688 personas, cifra de la que no diferirán demasiado las siguientes, con un ligero aumento en 2020, con 814 emigrantes registrados. En conclusión, observando el gráfico, la población no ha frenado su crecimiento en estos años a causa de la incidencia - en este caso, no muy significativa - de las cifras de emigraciones. 
En definitiva, al definición que mejor se aplicaría a la demografía del barrio de Sant Gervasi-La Bonanova sería, en definitiva, homogéneo, ya que gran parte de la población nació en el mismo barrio o proviene de la comunidad autónoma de Cataluña, y estático, ya que el crecimiento poblacional no es muy elevado y, como se ha comprobado, la tasa de natalidad es inferior a la de mortalidad, lo cual se puede relacionar con que la única posible fuente real de crecimiento del barrio es la inmigración, que, de forma paralela, va al alza en los últimos años.

## Datos económicos

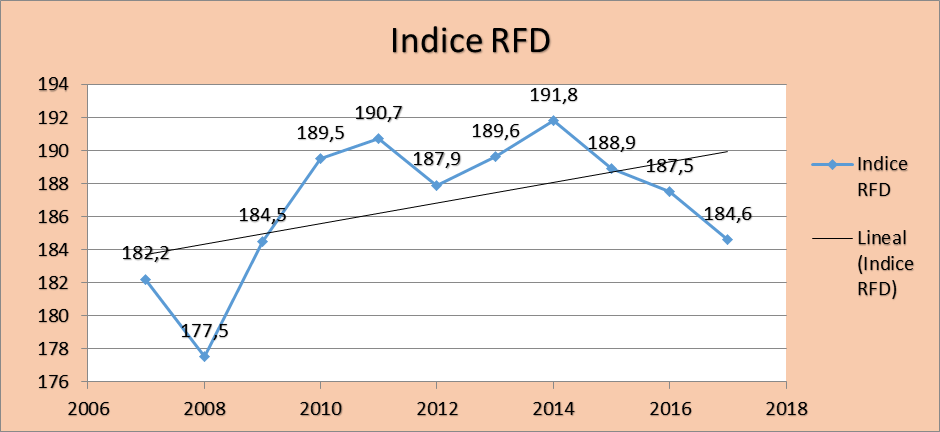
Evolución índice RFD entre los años 2007-2017.

El índice de renta familiar disponible (RFD), permite medir la capacidad económica de los habitantes de cada barrio en relación con la media de la ciudad. El RFD se obtiene combinando variables como la situación laboral, el nivel educativo o la capacidad de consumo. 
En este gráfico observamos como el índice RFD padece una fluctuación positiva leve y sostenida hasta el año 2015 dónde se aprecia una leve tendencia a la baja.
A pesar de sufrir una fluctuación accidental, con una bajada prácticamente de 5 puntos el año 2008, año de recesión económica abrupta, causada por la crisis inmobiliaria, logra recuperarse en los años posteriores y finalizar la serie temporal con una subida de 2 puntos sobre el inicio de la misma, y así mantener su línea de tendencia ascendente.

## Resultados electorales elecciones generales 1982-2021

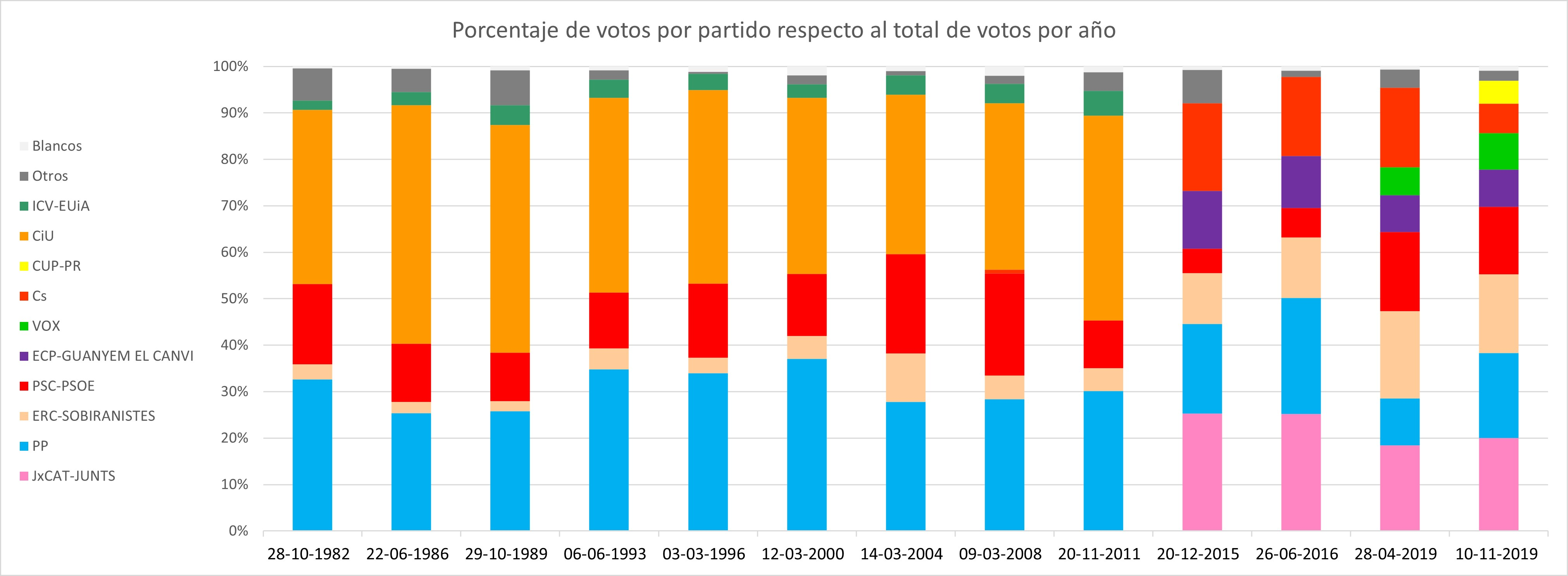

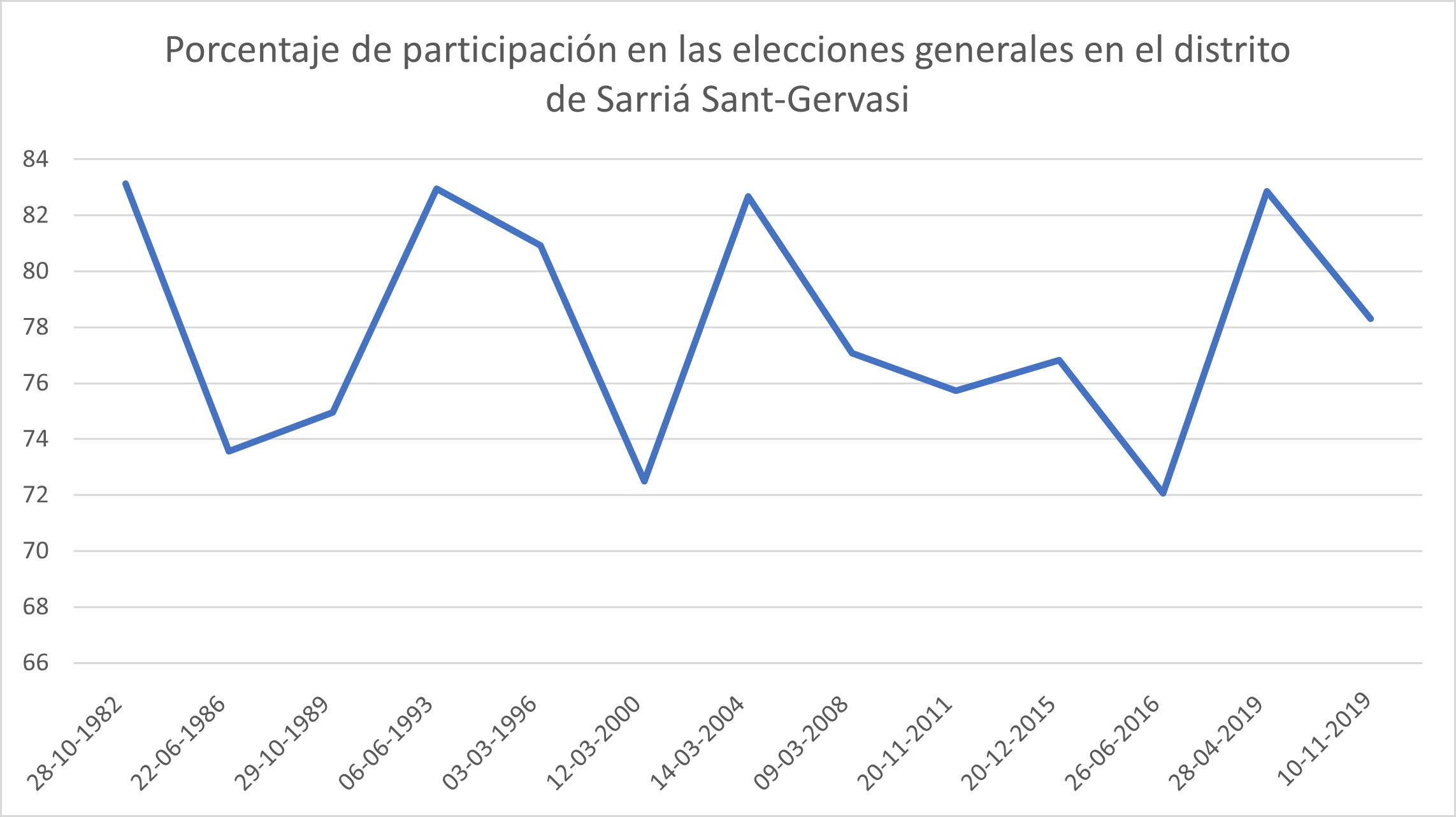

La participación electoral en las elecciones generales en el barrio de Sant Gervasi-La Bonanova está entre los más altos de Barcelona con una media de participación desde 1982 de 77.7%. 
La tendencia clara del barrio es conservadora y catalanista, inicialmente con amplia representación de Convergencia i Unió (CiU) i de Partido Popular (PP) y una fuerza variable de partidos de izuqierda como Partido de los Socialistas de Cataluña. Con los años se ha ido diversificando el panorama político, con la aparición de nuevas candidaturas Ciutadans, Esquerra Republicana de Catalunya (ERC), Candidatura de Unidad Popular (CUP) o En Comú Podem (ECP) pero sin ser mayoritarias.
| Fuente: https://www.bcn.cat/estadistica/castella/dades/telec/gen/genevo/cgenev06.htm |

## Lugares de interés

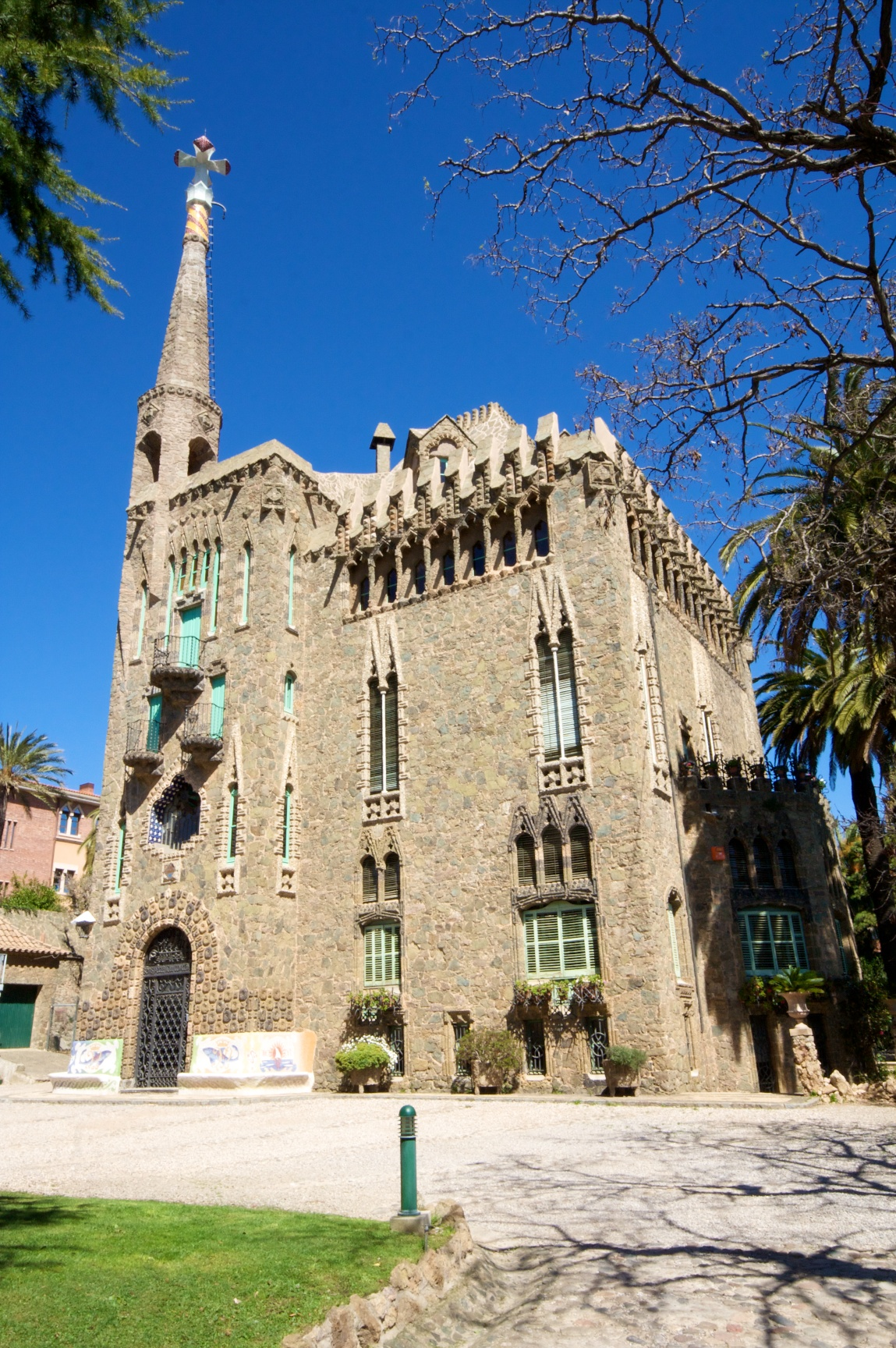
Torre de Bellesguard, vista lateral

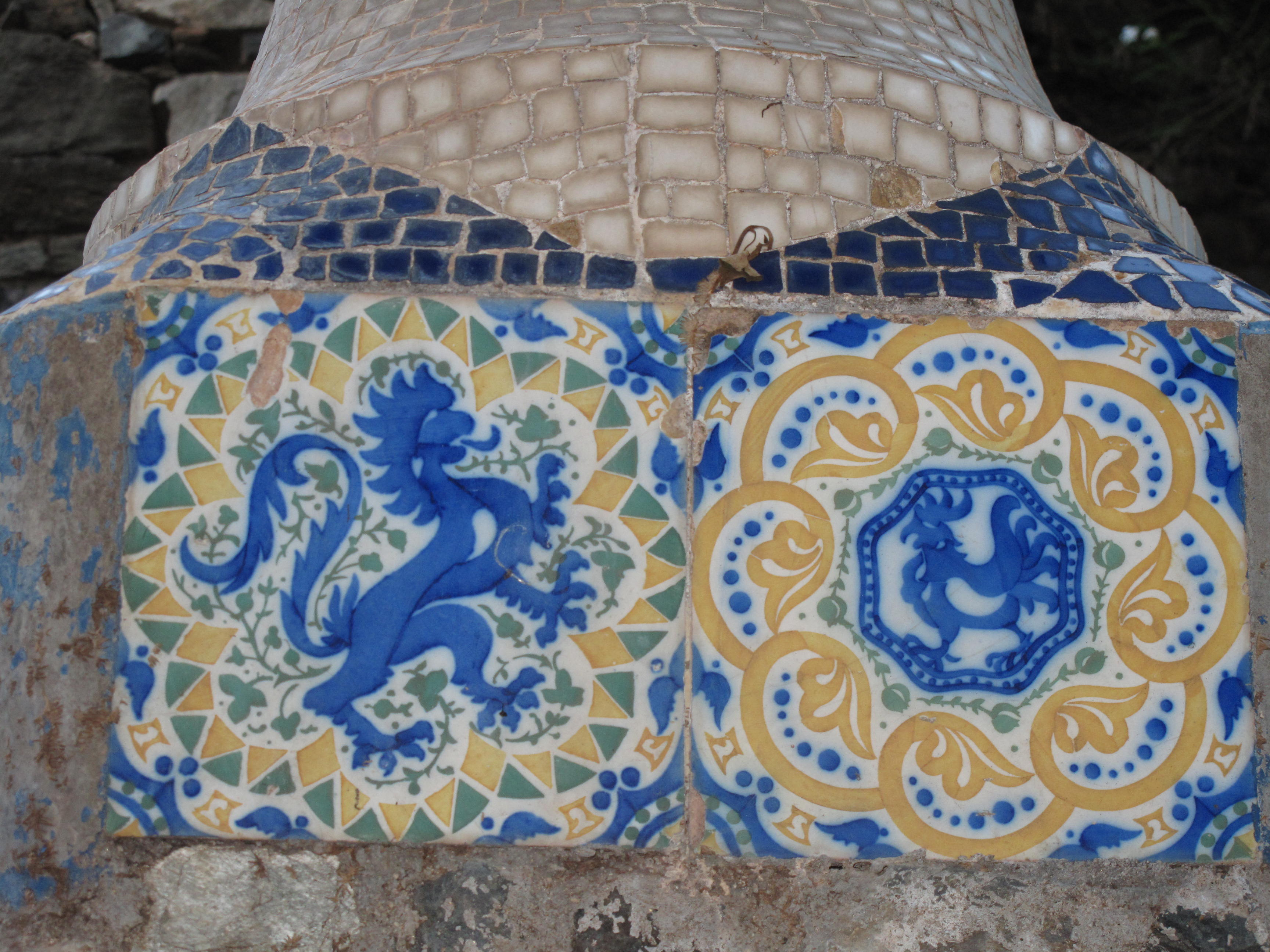
Escudo de armas de Margarita Prades, esposa de Martín el Humano

'Torre de Bellesguard': Se trata de una obra del arquitecto modernista Antoni Gaudí, construida entre 1900 y 1909. Fue un encargo del burgués Jaume Figueras. Actualmente vive la familia Guilera y su nieta coordina un grupo de investigadores multidisciplinario, el Grupo de Investigación Bellesguard, creado en 2012 dedicada a investigación histórica y arqueológica del edificio. Ha habido hallazgos de Cerámica ibérica del siglo II a. C. y cerámica romana del 50 d. C. en el yacimiento.

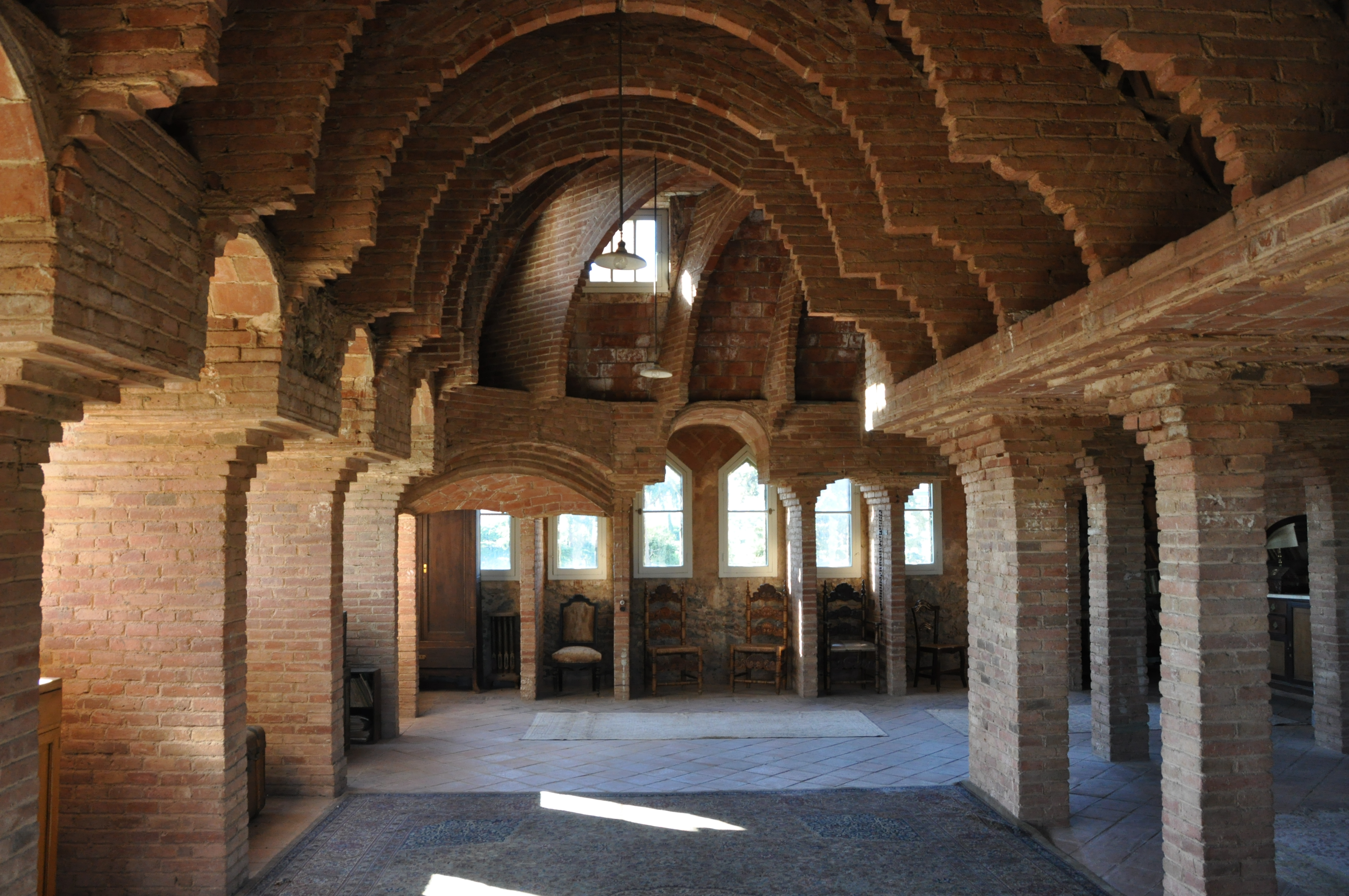
Cisternas del antiguo palacio de rey Martín el Humano

La torre está construida sobre las antiguas ruinas del palacio de Martín el Humano (1396-1410), rey de Aragón y el último de la dinastía de la casa de Barcelona. El proyecto de Gaudí comprendía la reconstrucción de los muros que envuelven la finca, la restauración y consolidación de los restos del antiguo palacio medieval. Gaudí utilizó varios elementos decorativos para recordar su historia como por ejemplo un mosaico de trencadís que muestra el escudo de armas de Margarita Prades, esposa de Martín el Humano; también hay varias coronas  en el trencadís de los bancos de la entrada y en el pináculo de la casa como alusión al pasado real de la finca.
Existían previamente restos de las murallas, que fueron reconvertidas durante la construcción de la torre. Los únicos restos que se conservan del antiguo palacio son las cisternas y las murallas. Fue un hallazgo casual es lo que hizo salir a la luz una antigua cisterna de retención de agua situada en el recinto de la torre Bellesguard, un depósito subterráneo de 600 m². Las actuales murallas que rodean la torre de Bellesguard son una reconstrucción hecha por Gaudí sobre las antiguas murallas del palacio de Martí l’Humà. La parte inferior sigue siendo medieval. El edificio se encuentra catalogado como bien de interés cultural, con el código RI-51-0003817.

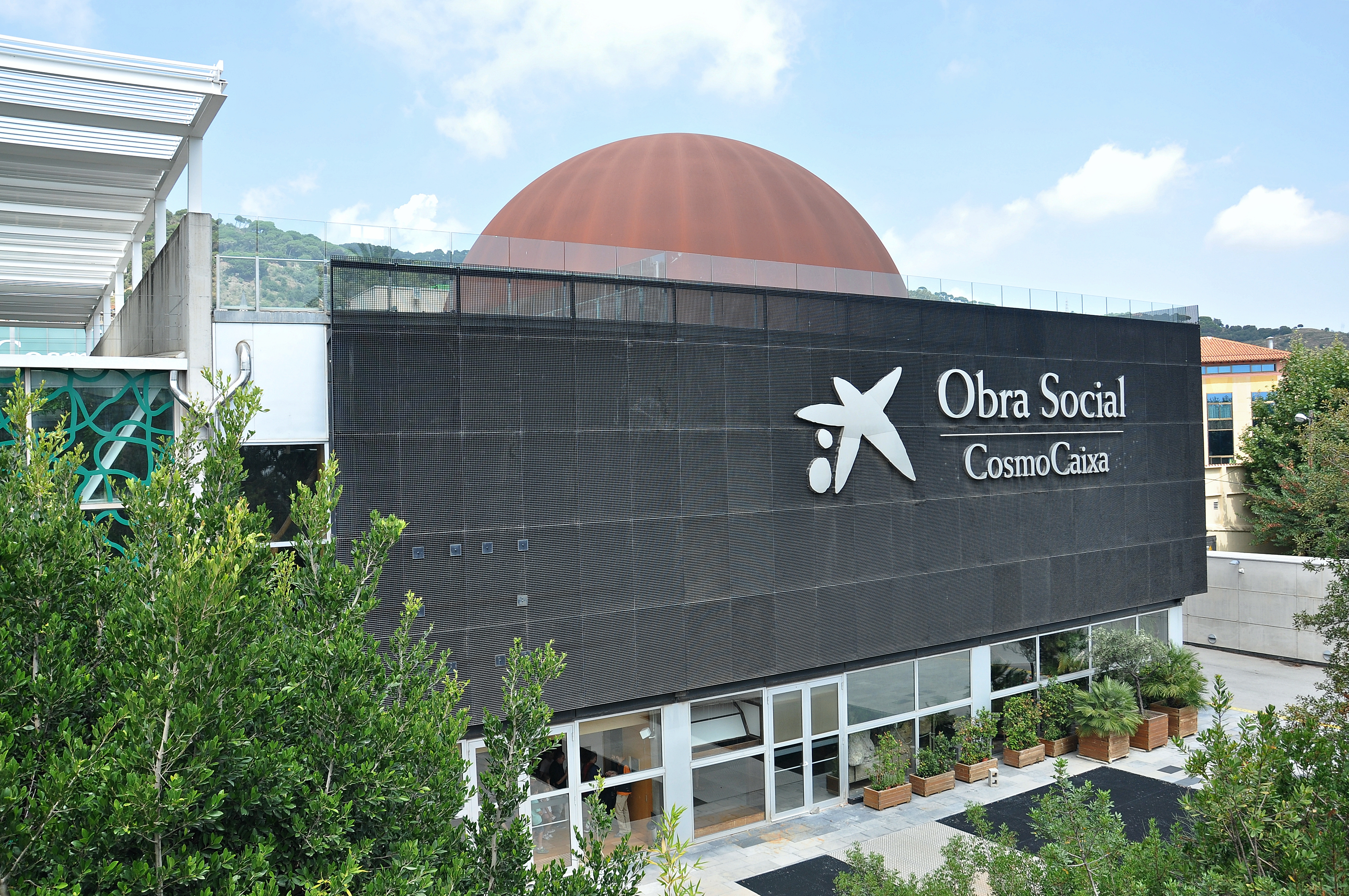
Cosmocaixa

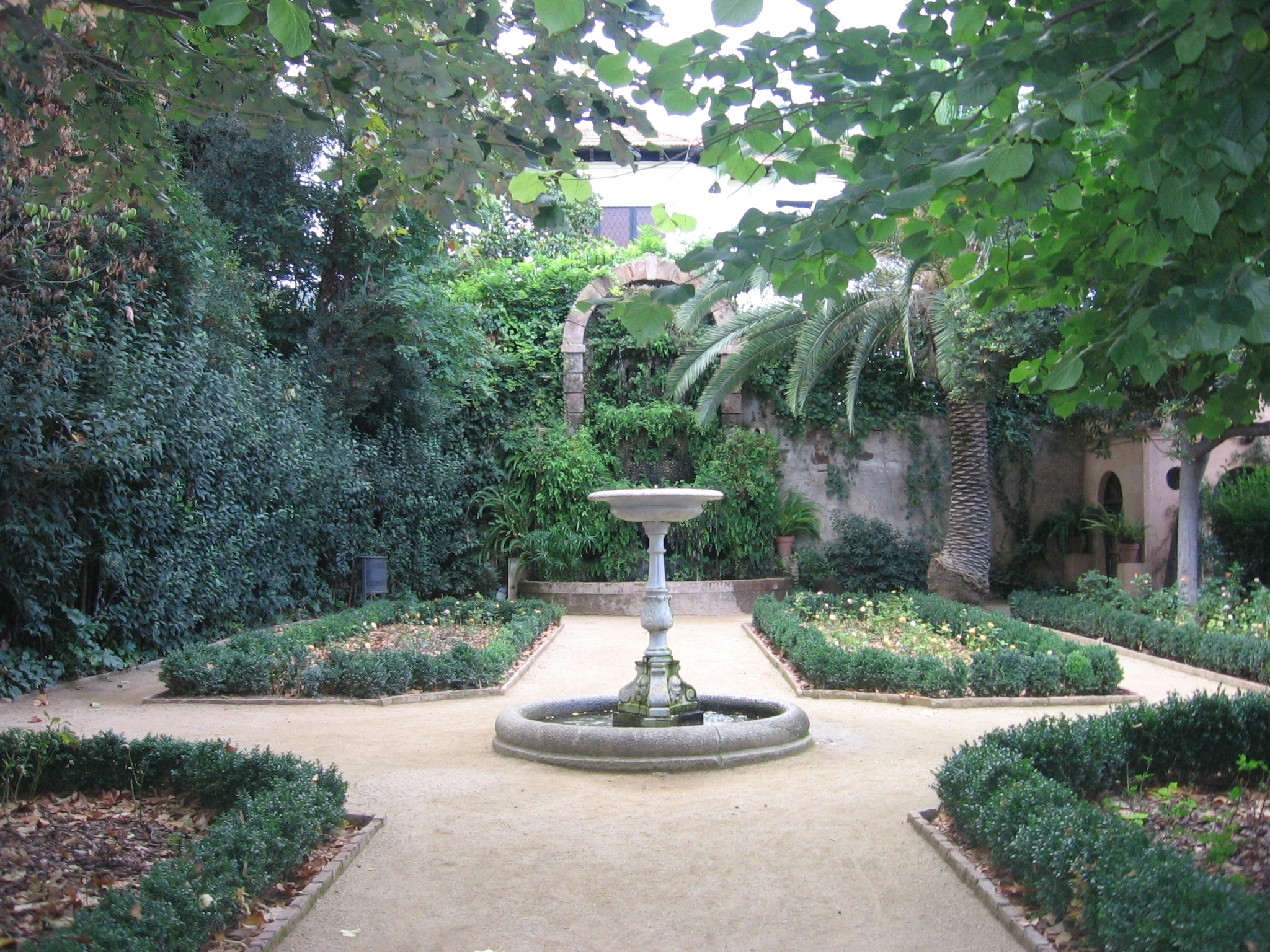
Jardines de la Tamarita

Cosmocaixa: Un popular museo científico. El edificio modernista originalmente era un asilo para invidentes construido en 1904 por el arquitecto Josep Domenech i Estapà. La “Caixa” lo adquirió y reconvirtió en museo científico en 1981. Tras una serie de reformas se reabrió con el nombre actual en 2004. Cuenta con un planetario, bosque inundable, muro geológico, exposiciones temporales y actividades interactivas para niños sobre naturaleza, astronomía y física. 

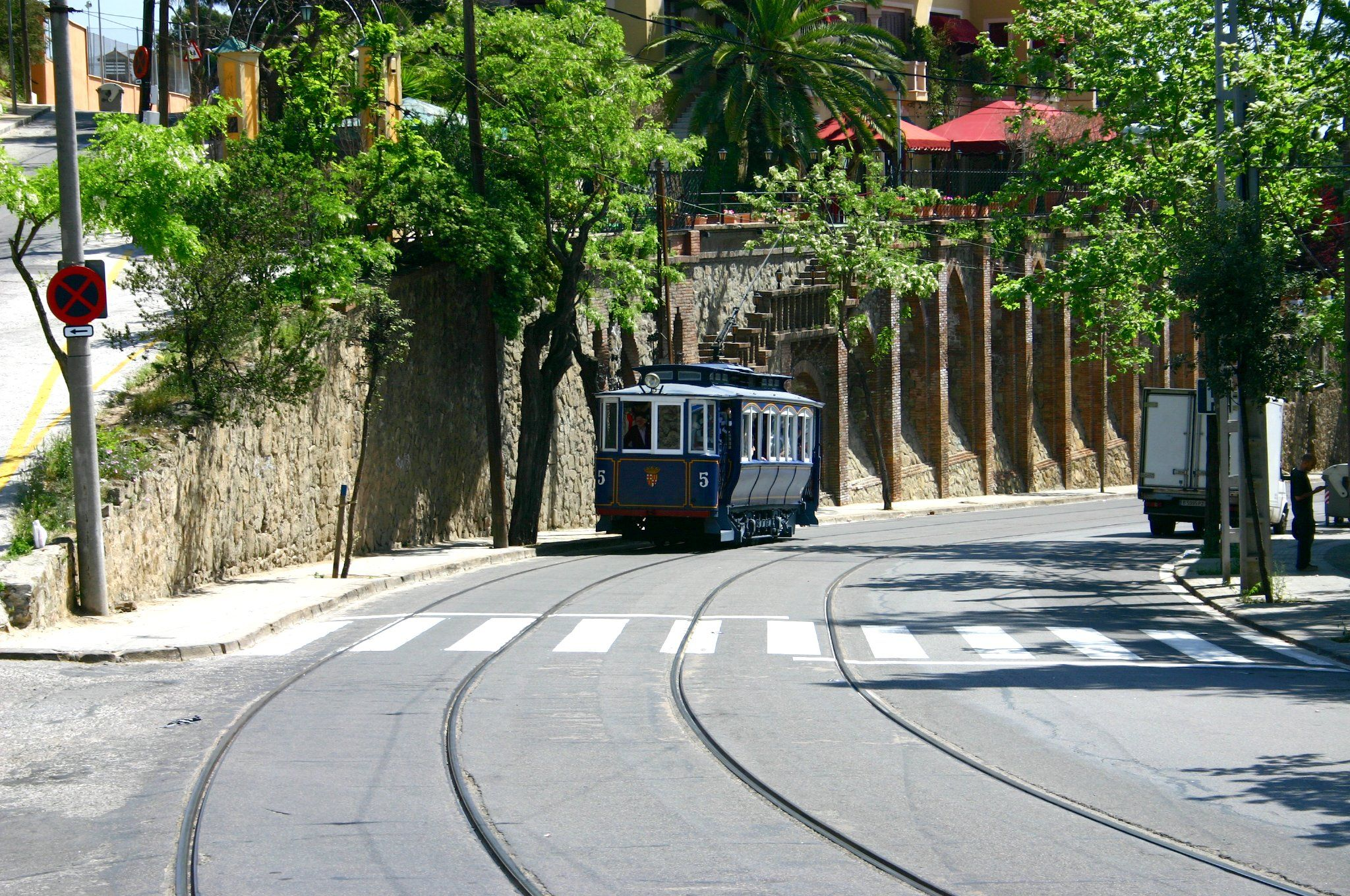
Tramvia Blau

Tramvia Blau: Es un transporte histórico de Barcelona, inaugurado en 1901. Es el único vestigio de la antigua red de tranvías que conectó Barcelona durante el s XX. El tramvía Blau  permite conectar la estación de la L7 de Av. Tibidabo con el Funicular del Tibidabo. Se encuentra fuera de servicio desde 2019 y actualmente está siendo reformado, se espera que vuelva a estar operativo en los próximos años.
Jardines de la Tamarita: Antigua finca de la familia Craywinckel,  de 14.000 m². Posteriormente fue adquirida por el industrial del algodón Alfred Mata que edificó una casa rodeada de jardines, diseñada por paisajista Nicolau M. Rubió Tuduri en 1918. En estos jardines se combina en una zona un estilo de paisajismo romántico y en otra un estilo clasicista. En general, predominan ejes y figuras geométricas. Cuenta con diversos estanques y con una zona de recreo infantil. La casa de la fina es actualmente propiedad de la Fundación Blanquerna.

## Representación literaria del barrio
La representación literaria del barrio de Sant Gervasi y la Bonanova no es escasa. Este ha sido el protagonista de muchas novelas contemporáneas del siglo XX, sobre todo.

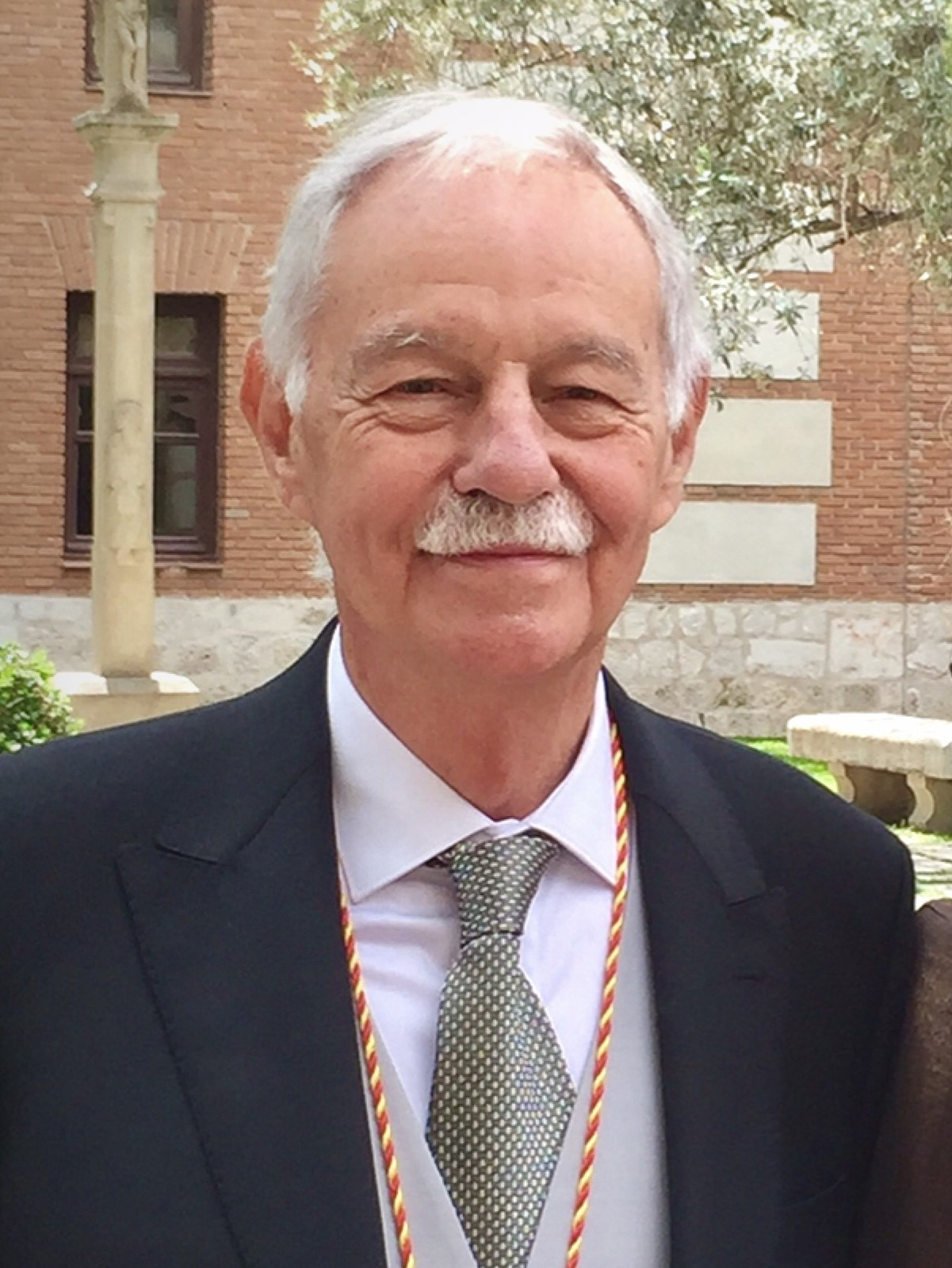
Eduardo Mendoza, en la entrega del Premio Cervantes en 2017.

Autores como Eduardo Mendoza - en sus novelas Sin noticias de Gurb, La ciudad de los prodigios - han ambientado sus obras en la ciudad de Barcelona, y particularmente, en el barrio del que hablamos, entre edificios modernistas y alta burguesía catalana. Eduardo Mendoza, con su lenguaje humorístico, retrata una Barcelona cotidiana y cercana al absurdo y lo ridículo como núcleo del carácter urbano de una ciudad que se vende como cosmopolita, pero su historia se aleja de este mismo concepto.

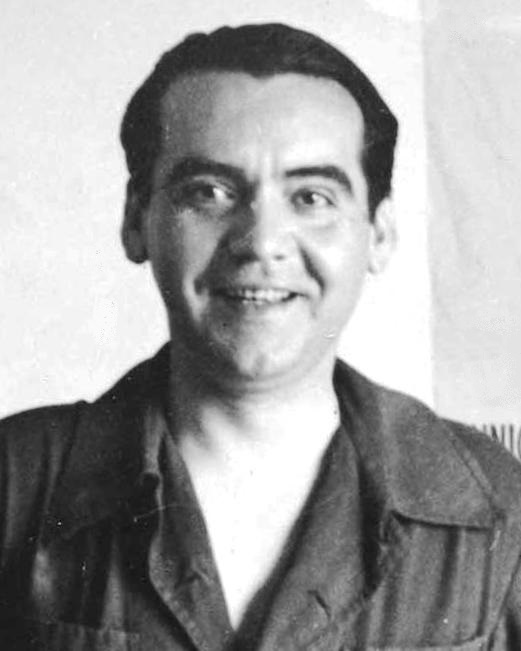
Federico García Lorca, fotografía tomada en la Huerta de San Vicente (Granada)

Paralelamente, autoras españolas de lo que conocemos por la Generación del 27, llamadas también las Sinsombrero por su carácter revolucionario, se han situado en La Bonanova para crear sus personajes e historias. Un ejemplo de este fenómeno sería Elisabeth Mulder, junto con Carmen Laforet en su novela Nada, quien relató el desarrollo de la ciudad de Barcelona durante los inicios del siglo XX. En particular, en forma de prosa y poesía, Mulder centró su atención en la burguesía catalana de la parte alta de la ciudad.
En conjunto con estas autoras, alrededor del mismo tiempo, personajes como Federico García Lorca y Salvador Dalí también se interesaron por este barrio a donde las clases altas de Barcelona huían en busca de un escape de la angustiosa ciudad. En clave crítica, los textos vanguardistas surrealistas de estos autores atacan a las clases pudientes.
También autores posteriores, de gran éxito en nuestros tiempos cercanos, han habituado a sus lectores a una narrativa especialmente urbanística, con una literatura que se podría enclavar como amante de Barcelona.
Juan Marsé nos ha deleitado con innumerables obras sobre la ciudad, con un tono ciertamente directo y realista. En Ronda de Guinardó, Esa puta tan distinguida, Últimas tardes con Teresa, La oscura historia de la prima Montse y Un día volveré, Marsé nos presenta personajes tangibles dentro de un ambiente barcelonés asfixiante, donde la hipocresía, los extremismos y las segregaciones no dejan a nadie indiferente. El Eixample, Sarrià, Sant Gervasi y la Bonanova se convierten así en protagonistas añadidos a una historia cruda de una posguerra desgarradora.

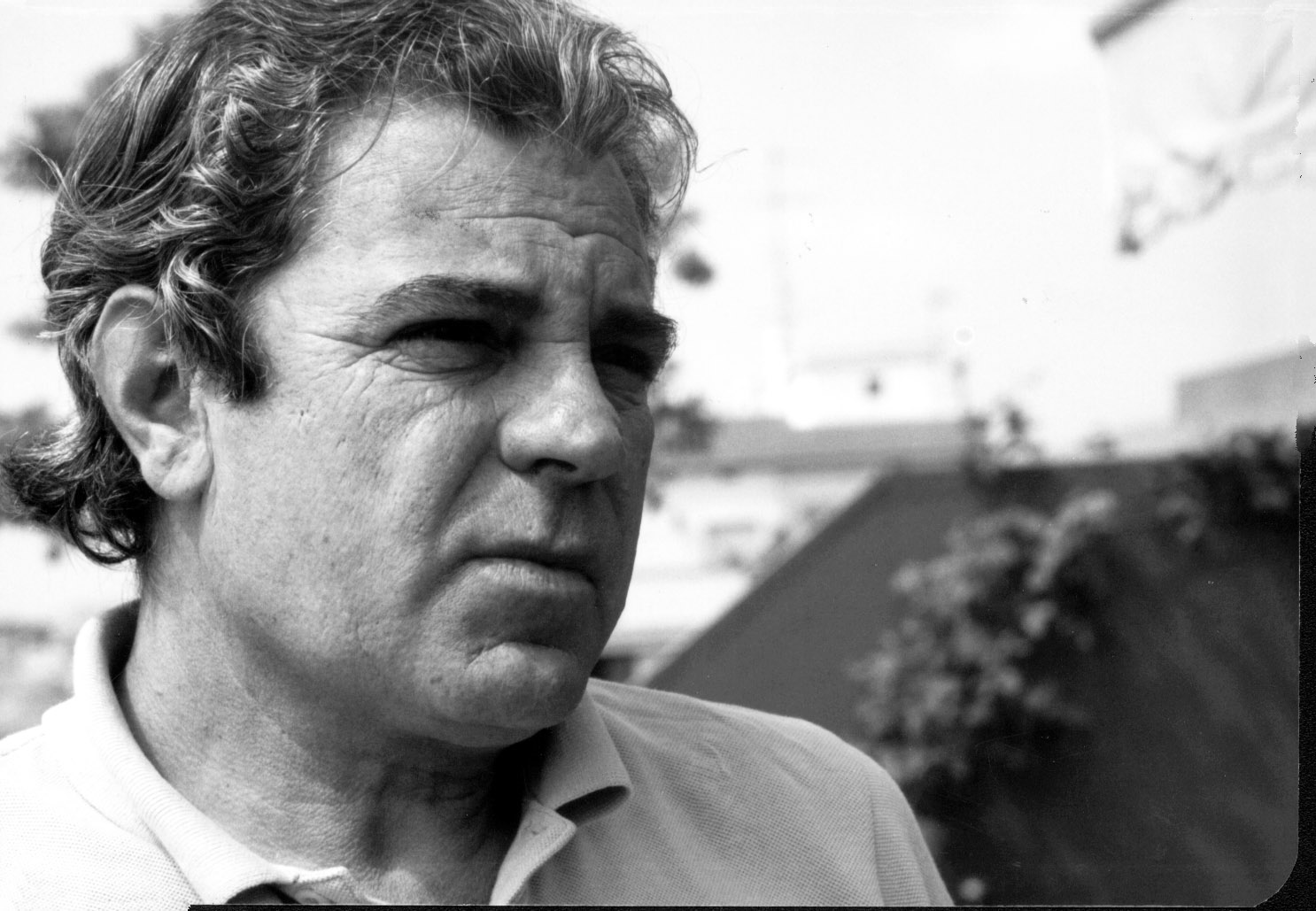
Juan Marsé

Juan Marsé nos presenta en sus escritos una Barcelona opaca, dividida y elitista, donde existen catalanes de verdad - conocidos también como la burguesía que ha adueñado ya de la parte alta de la ciudad - y los xarnegos, personas habitantes de Barcelona que se ven relegados a barrios menos pudientes por este mismo adjetivo otorgado de inmigrante. La crítica de Marsé a la sociedad barcelonesa es feroz y directa. A través de la ridiculización, los personajes secundarios se dejan a sí mismos de pedantes y soberbios en escenas que expulsan, de nuevo, a los protagonistas del ambiente urbano al que tampoco quieren pertenecer.
Por último, un escritor que ha desarrollado su obra a través de las calles y edificios de Sarrià, Sant Gervasi y La Bonanova ha sido Carlos Ruiz Zafón, que en gran parte de su producción literaria ha tratado Barcelona como el escenario de una obra de teatro lúgubre y misteriosa, oscura y con tantos recovecos que no se pueden cubrir todos.

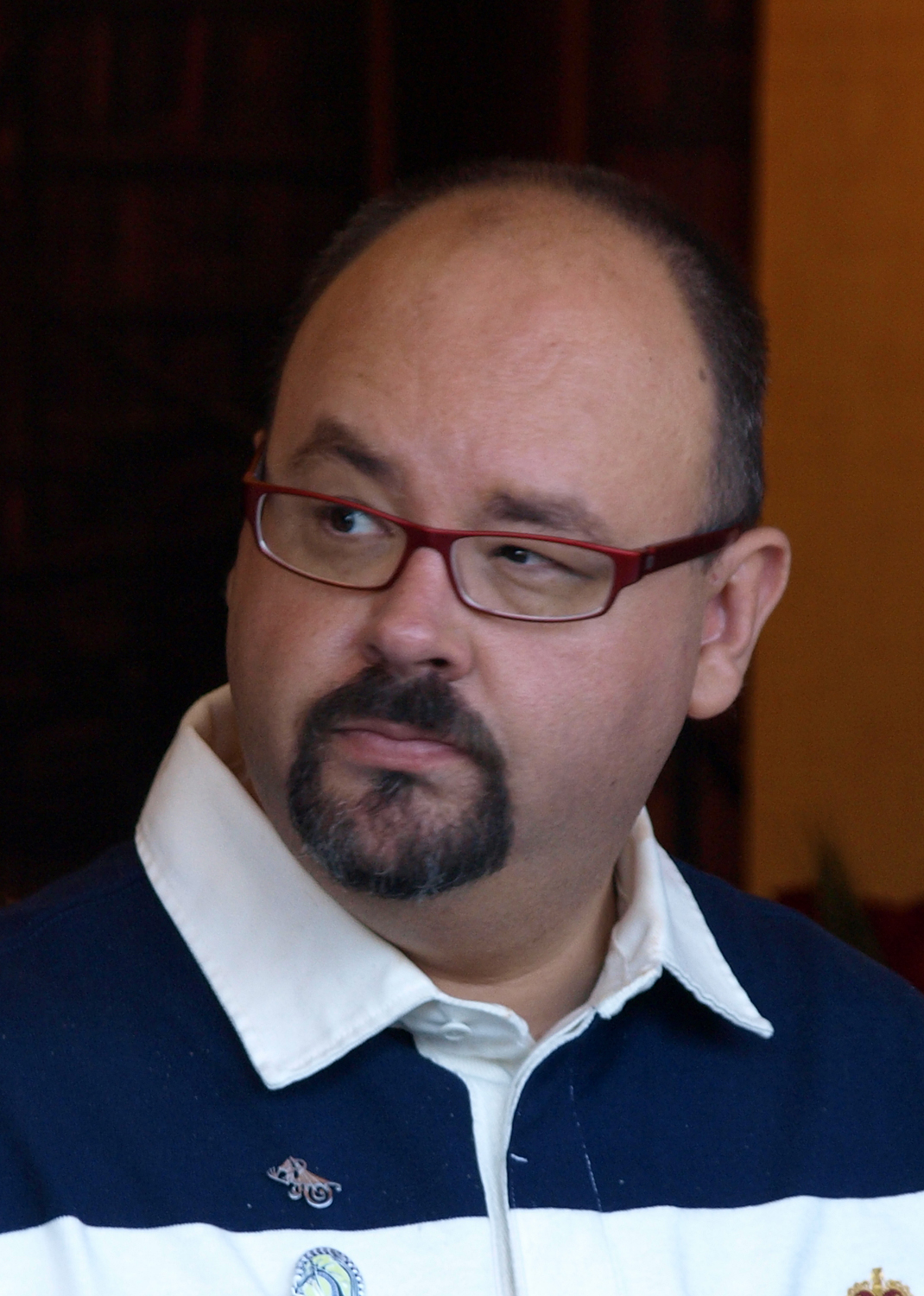
Carlos Ruiz Zafón, fotografía tomada en la Feria del Libro de Madrid de 2010.

En su saga El Cementerio de los Libros Olvidados, la familia Sempere y Amigos caminan por las callejuelas de nuestra ciudad para desentrañar tramas que envuelven a personajes del siglo pasado y cubren generaciones largas, fundadoras de la Barcelona por la que nos movemos. En esta saga de novela histórica, las mansiones y torres de la Avenida Tibidabo no dejan a nadie indiferente. En La Sombra del Viento, El juego del ángel, El prisionero del cielo y El Laberinto de los Espíritus.

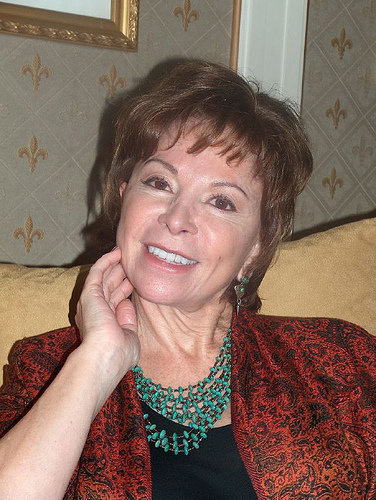
Isabel Allende, fotografiada en 2007 en California (EE. UU.)

Anteriormente, la pasión de Zafón la ciudad ya se había dejado entrever en su novela juvenil Marina, donde Marina y Óscar, los protagonistas, descubren Sarrià, La Bonanova y toda la ciudad detrás del rastro de la ciudad sumergida de las cloacas y de las cenizas de una casa y un teatro teñidos de leyenda.
También, la autora Isabel Allende también mencionó de forma residual la situación de privilegio que las burguesías catalanas de los barrios altos de la ciudad ostentaban durante la guerra civil española y la dictadura posterior en su novela Largo Pétalo de Mar, donde unos refugiados republicanos de la clase media barcelonesa deben de encabezar su huida hacia América del Sur después del conflicto, sin tener la oportunidad de regresar durante más de 50 años.

## Educación
El Liceo Francés de Barcelona tiene su campus preescolar en Bonanova.